# Nickelsdorf
Nickelsdorf este un oraș în Austria. Aici se afla,până în 2007,un punct de frontieră cu Ungaria.